# Маруан Міхубі
Маруан Міхубі (фр. Maroine Mihoubi; нар. 26 липня 1999, Обань, Франція) — французький та туніський футболіст, центральний захисник клубу «Львів».

## Життєпис
Вихованець «Монако», зіграв 2 поєдинки у Юнацькій лізі УЄФА. У 2017 року перейшов у «Нім», але за першу команду не грав. Дебютував у дорослому футболі 28 жовтня 2017 року в переможному (4:2) виїзному поєдинку 7-о туру Насьоналю 3 проти «Олімпіка» (Алес). Маруан вийшов на поле в стартовому складі та відіграв увесь матч, а на 49-й хвилині отримав жовту картку. Цей матч виявився для юного захисника єдиним за другу команду «Німа».
У вересні 2018 року перебравсу в «Стад Тунізьєн». У новій команді дебютував 21 жовтня 2018 року в програному (1:2) домашньому поєдинку 5-о туру Ліги 1 проти «Кайруана». Міхубі вийшов на поле на 13-й хвилині, замінивши Жассера Хемірі. З 2018 по 2019 рік зіграв 19 матчів у чемпіонаті Тунісу. 1 лютого 2020 року перейшов до команди з рідного міста «Обань». У лютому — на початку березня 2020 року зіграв 4 матчі в Національному чемпіонаті 4.
2 вересня 2020 року вільним агентом перейшов у «Львів», з яким підписав 3-річний контракт. У новому клубі отримав футболку з 99-м ігровим номером. 27 листопада того ж року відзначився дебютним голом за «Львів» у матчі проти «Маріуполя», проте команда Маруана програла з рахунком 1:3.

## Статистика виступів

### Клубна
Станом на 1 червня 2019
| Клуб               | Сезон              | Ліга                     | Ліга  | Ліга | Кубок | Кубок | Міжнар. кубки | Міжнар. кубки | Інші  | Інші | Загалом | Загалом |
| Клуб               | Сезон              | Дивізіон                 | Матчі | Голи | Матчі | Голи  | Матчі         | Голи          | Матчі | Голи | Матчі   | Голи    |
| ------------------ | ------------------ | ------------------------ | ----- | ---- | ----- | ----- | ------------- | ------------- | ----- | ---- | ------- | ------- |
| «Нім Б»            | 2017–18            | Національний чемпіонат 3 | 1     | 0    | 0     | 0     | –             | –             | 0     | 0    | 1       | 0       |
| «Нім Б»            | 2018–19            | Національний чемпіонат 2 | 0     | 0    | 0     | 0     | –             | –             | 0     | 0    | 0       | 0       |
| «Нім Б»            | Загалом            | Загалом                  | 1     | 0    | 0     | 0     | 0             | 0             | 0     | 0    | 1       | 0       |
| «Стад Тунізьєн»    | 2018–19            | ТПЛ-1                    | 19    | 0    | 0     | 0     | 0             | 0             | 0     | 0    | 19      | 0       |
| Загалом за кар'єру | Загалом за кар'єру | Загалом за кар'єру       | 20    | 0    | 0     | 0     | 0             | 0             | 0     | 0    | 20      | 0       |

Примітки